# Čengić Vila I
Čengić Vila I je mjesna zajednica u općini Novo Sarajevo. Nalazi se na desnoj obali rijeke Miljacke. Na lijevoj se pak obali nalazi mjesna zajednica Čengić Vila II, a stanovnici obje mjesne zajednice cijeli taj prostor u svakodnevnoj komunikaciji kraće zovu Čengić Vila, katkad i ČVila. MZ Ćengić Vila ima oko 13 000 stanovnika prema procjenama iz 2009. godine.
Naselje je dobilo ime po osmanskom vojnom zapovjedniku Derviš-paši Dedagi Čengiću, sinu Smail-age Čengića, koji je u Sarajevu izgradio vilu, pa su tijekom turske vlasti Sarajlije to područje kolokvijalno zvali Dedagini konaci.
Nakon ulaska austrougarskih postrojbi, na području Čengić Vile I nalazio se takozvani Egzercir, vojno vježbalište, koje je po okončanju Prvog svjetskog rata korišteno kao alternativni stadion. 
Moderna Čengić Vila I je visoko urbanizirana cjelina, s brojnim kulturnim, športskim i obrazovnim sadržajima. Uprava mjesne zajednice mnogo energije ulaže u razvitak infrastrukture, te u ozelenjivanje slobodnih površina.

## Vanjske poveznice
- Čengić Vila I  Arhivirana inačica izvorne stranice od 8. ožujka 2005. (Wayback Machine)
- Panorama  Arhivirana inačica izvorne stranice od 28. svibnja 2008. (Wayback Machine)